# Kanton Vesoul-1
 Vesoul-1 is een kanton van het Franse departement Haute-Saône. Het kanton maakt deel uit van het arrondissement  Vesoul.    

In 2020 telde het 16.526 inwoners.

Het kanton werd gevormd ingevolge het decreet van 17 februari 2014 met uitwerking op 22 maart 2015 met Vesoul als hoofdplaats.

## Gemeenten
Het kanton omvat volgende gemeenten : 
- Andelarre
- Andelarrot
- Chariez
- Charmoille
- Échenoz-la-Méline
- Montigny-lès-Vesoul
- Mont-le-Vernois
- Noidans-lès-Vesoul
- Pusey
- Pusy-et-Épenoux
- Vaivre-et-Montoille
- Vesoul (hoofdplaats) (westelijk deel)